# Wiesław Byczkowski
Wiesław Zbigniew Byczkowski (ur. 5 grudnia 1955 w Gdyni) – polski prawnik i samorządowiec, w latach 2006–2024 członek zarządu województwa pomorskiego, od 2010 do 2024 w randze wicemarszałka.

## Życiorys
Syn Zbigniewa i Hildegardy. Ukończył w 1979 studia na Wydziale Prawa i Administracji Uniwersytetu Gdańskiego. Z zawodu jest radcą prawnym. W 1980 wstąpił do „Solidarności”. Pełnił funkcję wiceprezydenta Gdyni (1994–1998), następnie do 2002 wiceprzewodniczącego rady miejskiej. W drugiej połowie lat 90. przewodniczył Związkowi Miast i Gmin Morskich. Należał do Unii Wolności. Od 2001 jest związany z Platformą Obywatelską.
W 2006 został wybrany do sejmiku pomorskiego, następnie powołany w skład kierowanego przez Jana Kozłowskiego zarządu województwa. W 2010 został wicemarszałkiem w zarządzie kierowanym przez Mieczysława Struka. W wyborach samorządowych w tym samym roku bez powodzenia ubiegał się o urząd prezydenta Gdyni. W 2010, 2014 i 2018 utrzymywał mandat radnego sejmiku. W zarządzie IV, V i VI kadencji pozostawał na stanowisku wicemarszałka, sprawując tę funkcję do czerwca 2024.